# Aldendorp (Adelsgeschlecht)

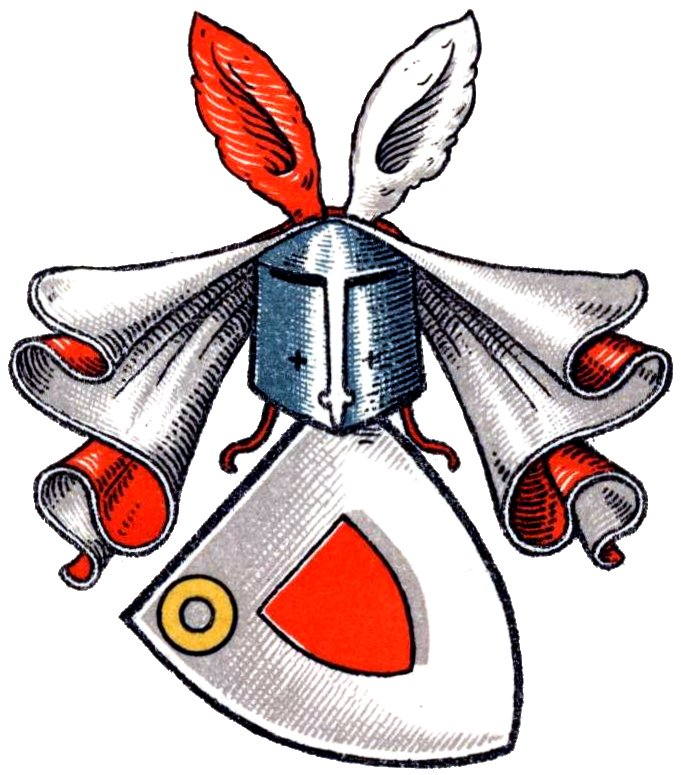
Stammwappen derer von Aldendorp

Die Herren von Aldendorp (in der neueren Literatur teilweise auch Altendorf) waren ein westfälisches Adelsgeschlecht.
Die hier behandelte Familie ist von den namensgleichen, aber nicht verwandten bayerischen Altendorf und den ebenfalls westfälischen Altendorf zu unterscheiden.

## Geschichte
Über die Geschichte des Geschlechts ist nur sehr wenig bekannt. Steinen nennt in seiner 1755er Veröffentlichung zur Westfälischen Geschichte lediglich einen „N. v. Aldendorpe und seine Gemahlin Greta, welche zu Fröndenberg in einem Briefe vom Jahr 1280 stehen.“ Das Geschlecht hatte seinen namensgebenden Stammsitz auf Haus Altendorf in Fröndenberg-Altendorf im Kreis Unna. Bereits im 14. Jahrhundert kam das Haus in andere Hände.

## Wappen
Blasonierung: In Weiß ein roter Schild, im rechten Oberwinkel ein goldener Ring. Auf dem Helm ein rotes und ein weißes Eselsohr.
Wappen und Helmzier stimmen auffallend mit dem Wappen der Knebel von Katzenelnbogen und dem Wappen derer von Reifferscheid überein.

Wappen der Knebel von Katzenelnbogen
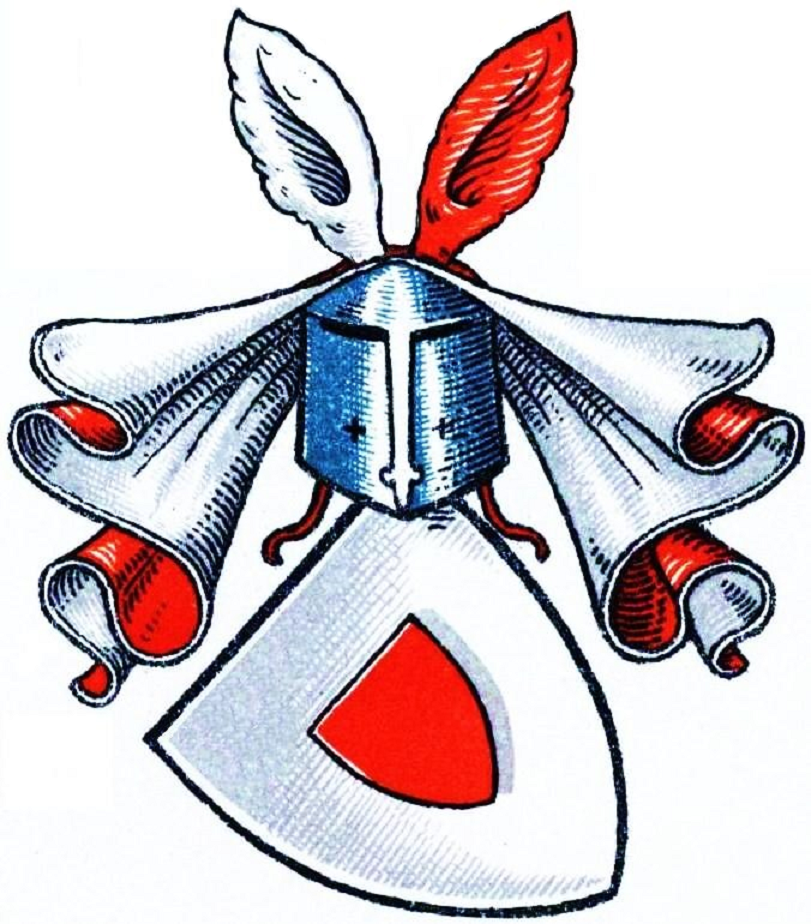
Stammwappen der älteren Reifferscheid-Linie

Bei Siebmacher findet sich das Wappen derer von Aldendorp (hier: „Altendorf“) unter den „Schwäbischen“.